# Quinto Elio Tuberone
Quinto Elio Tuberone (in latino Quintus Aelius Tubero; 74 a.C. – ...) è stato un giurista, scrittore e politico romano.

## Biografia

### Origini familiari
Tuberone era figlio di Lucio Elio Tuberone, un amico di Cicerone. Non si sa altro a riguardo della sua famiglia e in che modo sia legato agli altri Aelii Tuberones.

### Carriera giuridica e politica
Tuberone nacque probabilmente nel 74 a.C. e nel 46 a.C. si ha conoscenza del suo primo discorso pubblico, contro Quinto Ligario, difeso da Cicerone. Il processo si rifaceva a fatti del 49 a.C., durante la guerra civile tra Cesare e Pompeo, quando il pompeiano Ligario, nominato propretore ad interim della provincia d'Africa, rifiutò di far sbarcare il propretore inviato dalla capitale, il cesariano Lucio Elio Tuberone e suo figlio Quinto. Quando nel 46 a.C. Cesare conquistò l'Africa, Ligario fu perdonato ed esiliato da Roma. I suoi familiari, però, si recarono nella capitale e chiesero il perdono per Ligario, scatenando l'accusa di Tuberone. Ligario vinse il processo e, tornato a Roma, partecipò alla Congiura contro Cesare. Tuberone continuò la sua carriera da avvocato, esperto sia nello ius civile che nello ius privatum e diventò console nell'11 a.C. insieme a Paolo Fabio Massimo.

### Matrimoni e discendenza
Tuberone sposò in prime nozze una Sulpicia, figlia di Servio Sulpicio Rufo, che morì intorno al 26 a.C. e in seconde nozze una Giunia, che in seguito si risposò con Lucio Seio Strabone. Quinto lasciò un figlio che venne adottato dal secondo marito di Giunia e prese il nome di Lucio Seio Tuberone.